# 짐 셰리던
짐 셰리던(Jim Sheridan, 1949년 2월 6일 ~ )은 아일랜드의 영화 감독이자 각본가이다.

## 영화
- 나의 왼발
- 아버지의 이름으로
- 어느 어머니 아들
- 천사의 아이들
- 브라더스 (2009년 영화)
- 드림 하우스 (영화)
- 로즈 (2016년 영화)

### 프로듀서
- 온 디 엣지
- 블러디 선데이